# Modest Karatnyckyj
Modest Karatnyckyj, cyrilicí Модест Каратницький (1. října 1858 – 30. listopadu 1940 Lvov), byl rakouský právník a politik ukrajinské (rusínské) národnosti z Haliče, na konci 19. století poslanec Říšské rady.

## Biografie
Působil jako právník. Byl též prezidentem zemské hypoteční banky ve Lvově. Vystudoval práva. Působil jako soudce v Kaluši a Kolomyji. Předsedal okresnímu soudu v Berežanech. Angažoval se ve spolku na ochranu dětí. Byl členem řecko-katolického svazu a právnických profesních organizací. Byl i politicky činný. Od roku 1895 do roku 1901 působil coby poslanec Haličského zemského sněmu za kurii venkovských obcí, obvod Kaluš. Na sněmu byl tajemníkem právního výboru.
Byl poslancem Říšské rady (celostátního parlamentu Předlitavska), kam usedl ve volbách roku 1897 za kurii venkovských obcí v Haliči, obvod Sambir, Staremiasto atd. Ve volebním období 1897–1901 se uvádí jako Modest Karatnicki, rada c. k. zemského soudu, prezident okresního soudu, bytem Kaluš.
Ve volbách roku 1897 se uvádí jako umírněný rusínský kandidát. Zasedl do poslaneckého klubu Slovanský křesťansko národní svaz (Der slavische christlichnationale Verband).